# Hostěradice
Hostěradice (in tedesco Hosterlitz) è un comune della Repubblica Ceca facente parte del distretto di Znojmo, in Moravia Meridionale.